# El Extremista
«El Extremista» es una canción de Los Prisioneros perteneciente al álbum recopilatorio «Ni por la razón, ni por la fuerza» de 1996, y es la sexta canción del CD2 del álbum.
Fue escrita e interpretada por Claudio Narea en 1980 para la banda llamada «Los Pseudopillos» (su primera banda que mantuvo junto a Jorge González, Álvaro Beltrán y Rodrigo Beltrán), siendo la segunda composición de Claudio y la tercera para la agrupación.
La canción se mantuvo oculta al público hasta el año 1996, cuando sería lanzada a la luz como la sexta pista del CD2 en el disco recopilatorio «Ni por la razón, ni por la fuerza».
«El Extremista» sería interpretado en vivo por Los Prisioneros en dos ocasiones, una en un concierto ubicado en la Quinta Vergara, ciudad de Viña del Mar, y otra en la ciudad de Temuco, ambas en el año 2002 por la gira llamada «Gira por Chile».

## Canción
La canción de tinte cómico está inspirada en como la televisión chilena retrataba a la izquierda en la época de la dictadura militar.

... una especie de cumbia, la llamé «El Extremista». Teniendo en cuenta que en dictadura aparecían todo el tiempo noticias sobre atentados y asesinatos, esta era de mucha actualidad.

En 1980, «Los Pseudopillos» desconocían totalmente sobre cómo tocar algún instrumento, por lo que la instrumental de la canción es percusión casi en su totalidad.
La percusión de la canción fue realizada golpeando con las manos en la parte trasera de una guitarra, mientras los coristas imitaban trompetas usando la boca.
En la versión de 1980 de «Los Pseudopillos», Claudio era vocalista y percusionista, mientras que Jorge y los hermanos Beltrán se encargaban de los coros; posteriormente, en las interpretaciones en vivo de Los Prisioneros en 2002, Jorge González pasó a ser el vocalista, Miguel Tapia percusionista y Claudio Narea corista.
En el final de la canción los coros comienzan a cantar:

(J.J.C.C)

(Chile es y será un país de libertad)

(El pueblo unido, jamás será vencido)

Estas canciones están relacionadas con la izquierda política en chile; JJCC es la abreviatura de Juventudes Comunistas de Chile; «Chile es y será un país de libertad» es un cántico relacionado con protestas, y «El pueblo unido jamás será vencido» es el coro de una canción de Quilapayún que es considerada un himno del comunismo.